# Lago di Scutari
Il lago di Scutari (in albanese: Liqeni i Shkodrës; in montenegrino: Skadarsko jezero) è il più grande lago dell'Europa meridionale.

## Toponimo
Il lago è così chiamato in quanto sull'estremo sud-orientale si trova la città di Scutari (Shkodra in albanese), Skadarsko jezero Skadar in montenegrino .

## Descrizione
Il lago è situato al confine fra l'Albania e il Montenegro, a quest'ultimo appartengono circa i 2/3 della superficie. La superficie del lago è a 6 metri sul livello del mare.
A sud-ovest una catena montuosa che raggiunge i 1.600 m (tra le cime di maggior rilievo i monti Rumija m 1.594 s.l.m. e Tarabosh m 1593) lo separa dal mare Adriatico, dal quale dista appena 12 km.
Il lago occupa una depressione carsica e ha un livello di profondità massima di 60 m, con una media di 44 m; la variabilità della profondità è dovuta alle variazioni di flusso di acque afferenti, provenienti in gran parte da massicce sorgenti subacquee. Anche la superficie del lago cambia vistosamente a seconda del ciclo stagionale: le variazioni non sono dovute ad evaporazione, ma piuttosto ai flussi sotterranei già citati, che variano stagionalmente in maniera altrettanto vistosa. La superficie è stimata tra i 370 e 450 km². Immissario è il fiume Morača, emissario il Boiana.
Si incontrano variate decine di specie di uccelli tra cui il pellicano dalmata, l'airone giallo, il cormorano, la spatola, la garzetta, l'ibis.

## Conservazione
La parte albanese del lago è stata designata come Important Bird and Biodiversity Area da BirdLife International, per la presenza di cormorani durante l'inverno.